# بيتر سويني
بيتر سويني (بالإنجليزية: Peter Sweeney)‏ هو لاعب كرة قدم بريطاني، ولد في 25 سبتمبر 1984 في غلاسكو في المملكة المتحدة. شارك مع منتخب اسكتلندا تحت 21 سنة لكرة القدم. أما مع النوادي، فقد لعب مع ستوك سيتي وغريمسبي تاون وليدز يونايتد ونادي بوري ونادي ميلوول ونادي والسول ويوفل تاون.

## وصلات خارجية
- بيتر سويني على موقع قاعدة بيانات كرة القدم.إي يو (الإنجليزية)
- بيتر سويني على موقع Soccerbase.com (لاعب) (الإنجليزية)